# اوشنتیوس وارزارسکو
اوشنتیوس وارزارسکو (ارمنی: Օշենտիոս Վըրզարեան یا Վրզարեան؛ رومانیایی: Oxendius Vărzărescu; ارمنی: Verzár Oxendius؛ ۱۶۵۵ – ۱۰ مارس ۱۷۱۵) اسقف، و کشیش ارمنی‌تبار اهل رومانی که اولین اسقف کلیسای کاتولیک گرله بود.

## زندگی‌نامه
وی در ۱۶۵۵ در بوتوشن به دنیا آمد  وی در ۱۰ مارس ۱۷۱۵ در سن سالگی در وین درگذشت.